# 凌智
凌智（1994年4月6日—）是一名中國男子冰壺運動員。他代表中國參加2022年冬季奧林匹克運動會混合雙人冰壺比賽。

## 生平
凌智來自於黑龍江省哈尔滨市。初中毕业的时候原本打算出国留学，但由于年龄不足，于是在这段期间练习冰壶，就此踏入专业道路。他曾获得2013年及2014年亚洲及太平洋青少年冰壶锦标赛冠军，并与杨莹搭档参加2021年世界混合双人冰壶锦标赛名列第九名。2022年，与范苏圆代表中国参加2022年冬季奥林匹克运动会混合双人冰壶比赛。

## 外部連結
- 凌智的新浪微博